# Javier Villa

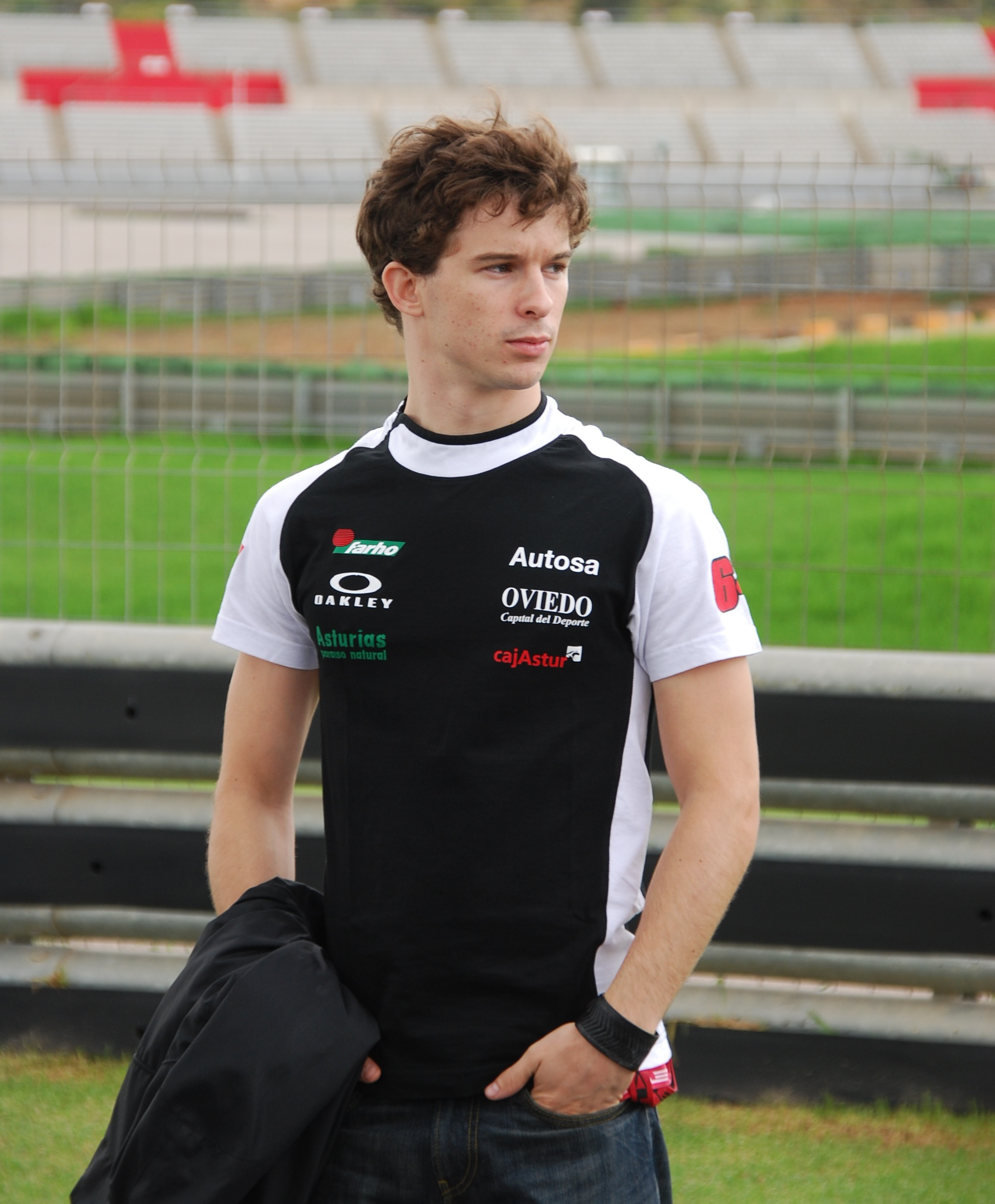
Javier Villa (2012)

Javier Villa García (* 5. Oktober 1987, Colunga, Asturien) ist ein spanischer Rennfahrer. Er war von 2006 bis 2009 in der GP2-Serie aktiv. 2011 trat er in der Tourenwagen-Weltmeisterschaft (WTCC) an.

## Karriere
1998 begann Javier Villa seine Motorsportkarriere im Kartsport, in dem er solange aktiv war, bis er 2003 in die spanische Formel Junior wechselte. Im folgenden Jahr fuhr Villa in der spanischen Formel-3-Meisterschaft für die Teams EV und Elide und wurde schließlich Neunter in der Gesamtwertung. Auch 2005 war Villa in der spanischen Formel 3 aktiv und fuhr erstmals für Racing Engineering. Am Ende der Saison belegte er den vierten Platz im Gesamtklassement. In der spanischen Formel 3 gewann Villa insgesamt dreimal.

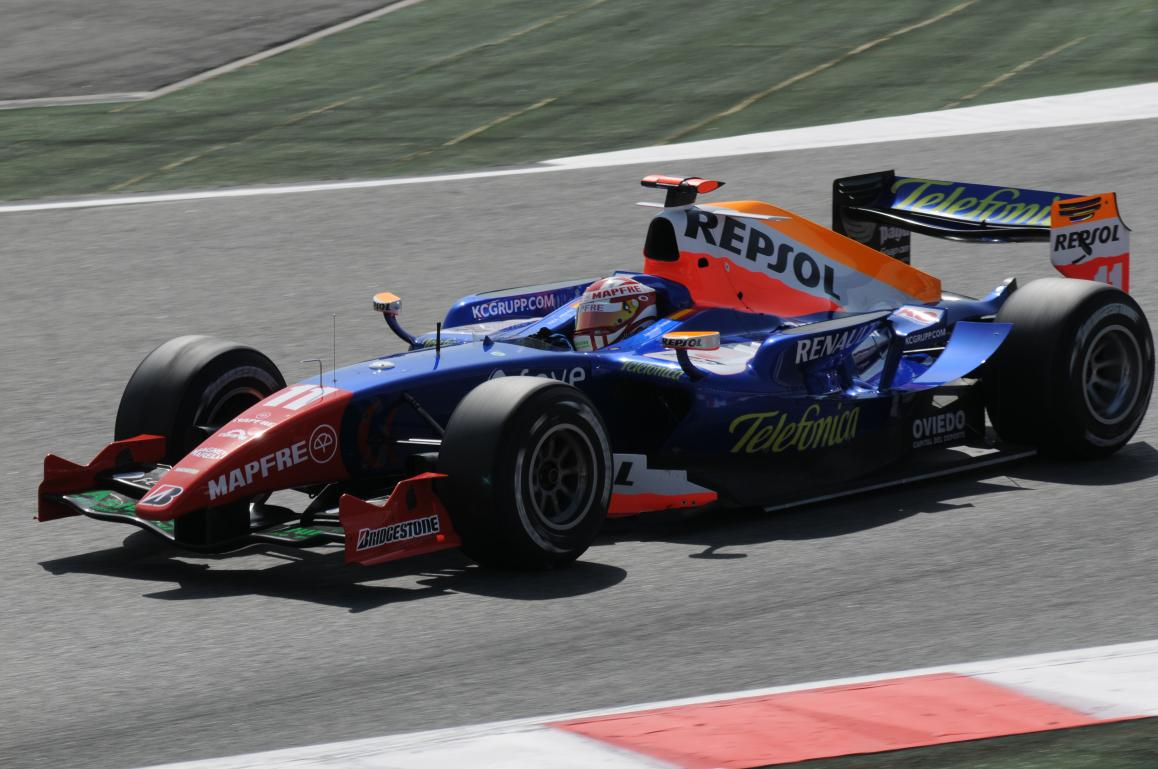
Javier Villa im Qualifying zu seinem Heimrennen, Spanien 2008

2006 blieb Villa bei Racing Engineering und startete zum ersten Mal in der GP2-Serie. Als Teamkollege von Adam Carroll holte er keine Punkte und wurde am Ende 26. in der Gesamtwertung. Außerdem fuhr Villa für sein Team einige Rennen der spanischen Formel 3. Im folgenden Jahr gewann Villa in der GP2-Serie sein erstes Rennen beim Sprintrennen von Magny-Cours. Im weiteren Saisonverlauf entschied Villa die Sprintrennen auf dem Nürburgring und dem Hungaroring für sich. Am Saisonende belegte er mit 42 Punkten den sechsten Platz in der Gesamtwertung. Auch 2008 fuhr Villa für Racing Engineering in der GP2-Serie. Die Saison verlief enttäuschend: während Villa in der Saison nur 8 Punkte holte und schließlich 17. der Gesamtwertung wurde, gewann sein Teamkollege Giorgio Pantano den Meistertitel der GP2-Serie. Außerdem nahm Villa 2008 an einem Rennen der International GT Open teil.
Nach vier Jahren bei Racing Engineering wechselte Villa zu Super Nova Racing und startete für sein neues Team sowohl in der GP2-Asia-Serie-Saison 2008/2009, als auch in der GP2-Serie 2009. Nach einem guten Saisonstart in Shanghai bei dem Villa Vierter des Haupt- und Dritter des Sprintrennens wurde, schaffte er nur eine weitere Platzierung in den Punkterängen. Am Saisonende belegte er den zehnten Platz in der Gesamtwertung. Villas Teamkollege in der regulären GP2-Serie war Luca Filippi. Der Super Nova-Pilot erzielte drei Podest-Platzierungen und lag am Saisonende auf dem zehnten Gesamtrang.
Zum zweiten Rennwochenende der Saison 2009/2010 kehrte Villa in die GP2-Asia-Serie zurück und startete den Rest der Saison für Arden International. Mit zwei dritten Plätzen als beste Resultate belegte er am Saisonende den vierten Gesamtrang. Im weiteren Verlauf des Jahres trat er nur zu drei Rennen der australischen Mini Challenge an und wurde 26. in der Fahrerwertung.
2011 erhielt Villa einen Vertrag beim italienischen Rennstall Proteam Motorsport, für den er in der Tourenwagen-Weltmeisterschaft (WTCC) in einem BMW 320 TC antrat. Er erzielte mit einem dritten Platz eine Podest-Platzierung und fuhr regelmäßig in die Punkte. Als bester Pilot seines Teams beendete er die Saison auf dem zwölften Gesamtrang. 2012 wurde Villa zunächst von Proteam Motorsport für die WTCC bestätigt, wenig später wurde allerdings bekannt gegeben, dass sein Landsmann Isaac Tutumlu sein Cockpit erhält.

## Karrierestationen
| - 1998–2002: Kartsport - 2003: Spanische Formel Junior - 2004: Spanische Formel 3 (Platz 9) - 2005: Spanische Formel 3 (Platz 4) - 2006: GP2-Serie (Platz 26) | - 2006: Spanische Formel 3 (Platz 15) - 2007: GP2-Serie (Platz 6) - 2008: GP2-Serie (Platz 17) - 2008: International GT Open, GTS - 2009: GP2-Asia-Serie (Platz 10) | - 2009: GP2-Serie (Platz 10) - 2010: GP2-Asia-Serie (Platz 4) - 2010: Australische Mini Challenge (Platz 26) - 2011: WTCC (Platz 12) |